# (29157) Higashinihon
(29157) Higashinihon est un astéroïde de la ceinture principale.

## Description
(29157) Higashinihon est un astéroïde de la ceinture principale. Il fut découvert le 11 mars 1989 à Geisei par Tsutomu Seki. Il présente une orbite caractérisée par un demi-grand axe de 2,29 UA, une excentricité de 0,11 et une inclinaison de 6,2° par rapport à l'écliptique.

## Compléments